# Fritz Hildebrandt
Fritz Hildebrandt, född 1819, död 1855, var en tysk marinmålare, bror till Eduard Hildebrandt.
Hildebrandt är representerad i Berlins nationalgalleri.